# Aemilius Friedrich von Rochow
Aemilius Friedrich von Rochow (* 9. Dezember 1692 in Kassel; † 1. September 1759 in Wien) war kursächsischer General der Infanterie.

## Herkunft
Seine Eltern waren Samuel Friedrich von Rochow und dessen Ehefrau Sophie Juliane von Ahrendsdorf (1666–1719). Der sächsische Generalmajor Friedrich Ludwig II. von Rochow war sein Bruder.

## Leben
Über seine frühen Jahren ist nichts bekannt. 1725 war er Oberstleutnant und im gleichen Jahr Kapitänlieutenant im adeligen Kadettenkorps (bis 1733). 
Bereits 1727 wurde Oberst und Chef eines leichten Infanterie-Regiments. Das Regiment präsentierte er auch im Zeithainer Lustlager. Als 1730 der Polnische Erbfolgekrieg begann, stand er 1733 bei der Armee in Warschau, um den polnische König August III. zu verteidigen. 1734 befand er sich bei der Belagerung von Danzig. Anschließend war er Teil eines sächsischen Korps das die Österreicher in Ungarn gegen die Türken unterstützte. In den Feldzug zeichnete sich am 28. September 1736 im Gefecht bei Widdin aus. Bei Widdin war ein Trupp unter dem Oberst Hulfrich über den Timok und von den Türken zurückgeschlagen worden. Rochow konnte die nun ihrerseits vordringenden Türken aufhalten, wurde dabei eingekesselt, konnte sich aber wieder befreien. 1739 wurde er Generalmajor und war Kommandant en Chef des Infanterieregiments Löwendahl.
Nach seiner Rückkehr wurde er in Sachen zum General-Inspekteur der Infanterie ernannt. Während des Ersten Schlesischen Krieges rückte er in Böhmen ein und war beim Sturm auf Prag dabei. Anschließend rückte er über Deutsch Brod in Mähren ein, traf sich bei Groß-Meseritz mit den Preußen und vertrieb die Österreicher bei Iglau. Nach der Schlacht bei Chotusitz und dem Frieden von Breslau, kehrten die Sachsen zurück. 
Während des Zweiten Schlesischen Krieges standen die Sachsen auf österreichischer Seite. Rochow war inzwischen zum Generalleutnant befördert worden und kommandierte seit 1745 das Füsilier-Regiment Schönberg, mit dem er in der Schlacht bei Kesselsdorf kämpfte. Dort stand er seinem Vetter dem preußischen Generalleutnant Friedrich Wilhelm von Rochow gegenüber.
Nach dem Krieg wurde er 1747 zum General der Infanterie befördert. Als die sächsische Armee am Beginn des Siebenjährigen Krieges bei Pirna eingeschlossen wurde, war auch Rochow als Kommandeur des rechten Flügels dabei. Nach der Kapitulation schloss sich Rochow der Armee des Prinzen Soubise und erlebte mit ihm 1757 die Niederlage der Franzosen bei Rossbach. Rochow ging danach nach Wien, wo er 1759 unverheiratet starb.